# نرم‌افزار ویکی

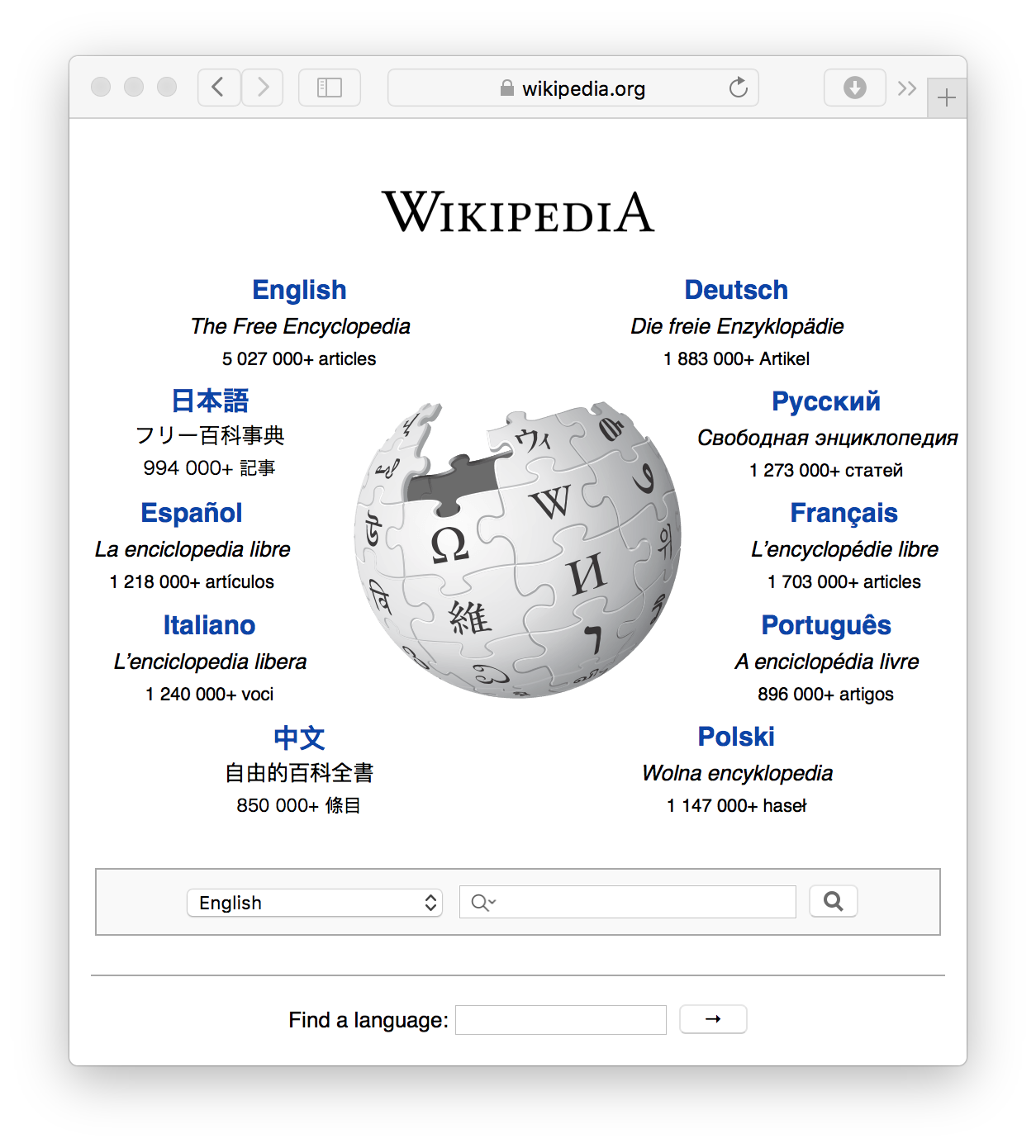
صفحه نخست ویکی‌پدیا، که با مدیاویکی اجرا می‌شود، یکی از محبوب ترین بسته‌های نرم‌افزار ویکی است.

نرم‌افزار ویکی (به انگلیسی: Wiki software)، نوعی از نرم‌افزارهای مشارکتی است که به‌طور طبیعی به کاربرانش امکان تولید و ویرایش مشارکتی صفحه‌های آن، به کمک مرورگر‌های معمول را می‌دهد. وبگاه‌هایی که با این گونه نرم‌افزارها راه‌اندازی شده‌اند را به اختصار ویکی می‌نامند.
یک سیستم ویکی به طور معمول یک برنامه کاربردی خادم است که روی یک یا چند وب سرور راه‌اندازی می‌شود. ذخیره‌سازی محتوا در این نرم‌افزارها، به صورت فایل سیستم بوده و تغییرات محتوائی آن در یک سیستم مدیریت پایگاه داده رابطه‌ای ذخیره می‌گردد.
ویکی‌پدیا از جمله معروف‌ترین وبگاه‌هایی است که از این فناوری استفاده می‌کند.